# Pélussin
Pélussin ist eine französische Gemeinde mit 3665 Einwohnern (Stand 1. Januar 2022) im Département Loire in der Region Auvergne-Rhône-Alpes. Sie gehört administrativ zum Arrondissement Saint-Étienne und ist Hauptort des Kantons Le Pilat. Pélussin ist Mitglied im Gemeindeverband Pilat Rhodanien.

## Geographie
Die Gemeinde liegt nahe dem Gebirgsstock Mont Pilat, rund 20 Kilometer östlich von Saint-Étienne und 40 Kilometer südwestlich von Lyon. Nachbargemeinden sind:
- Pavezin im Norden,
- Chuyer im Nordosten,
- Chavanay im Osten,
- Bessey im Südosten,
- Roisey im Süden,
- Doizieux im Westen sowie
- La Terrasse-sur-Dorlay und Saint-Paul-en-Jarez im Nordwesten.

Das Gemeindegebiet wird vom Flüsschen Valencize und seinem Zufluss Régrillon zur Rhône entwässert.
Der Ort liegt abseits überregionaler Verkehrsverbindungen im Regionalen Naturpark Pilat. Hier befindet sich auch die Parkverwaltung mit dem Maison du Parc.

## Bevölkerungsentwicklung
| Jahr                       | 1968 | 1975 | 1982 | 1990 | 1999 | 2006 | 2017 |
| Einwohner                  | 2608 | 2600 | 2785 | 3132 | 3356 | 3405 | 3765 |
| Quellen: Cassini und INSEE |      |      |      |      |      |      |      |

## Sehenswürdigkeiten
- Château de Virieu, Schloss aus dem 17. Jahrhundert
- Viaduc de Pélussin, Eisenbahnviadukt einer ehemaligen Bahnstrecke von Saint-Étienne nach Maclas, errichtet 1917, Bahnverkehr eingestellt 1931, heute Fußgängerbrücke

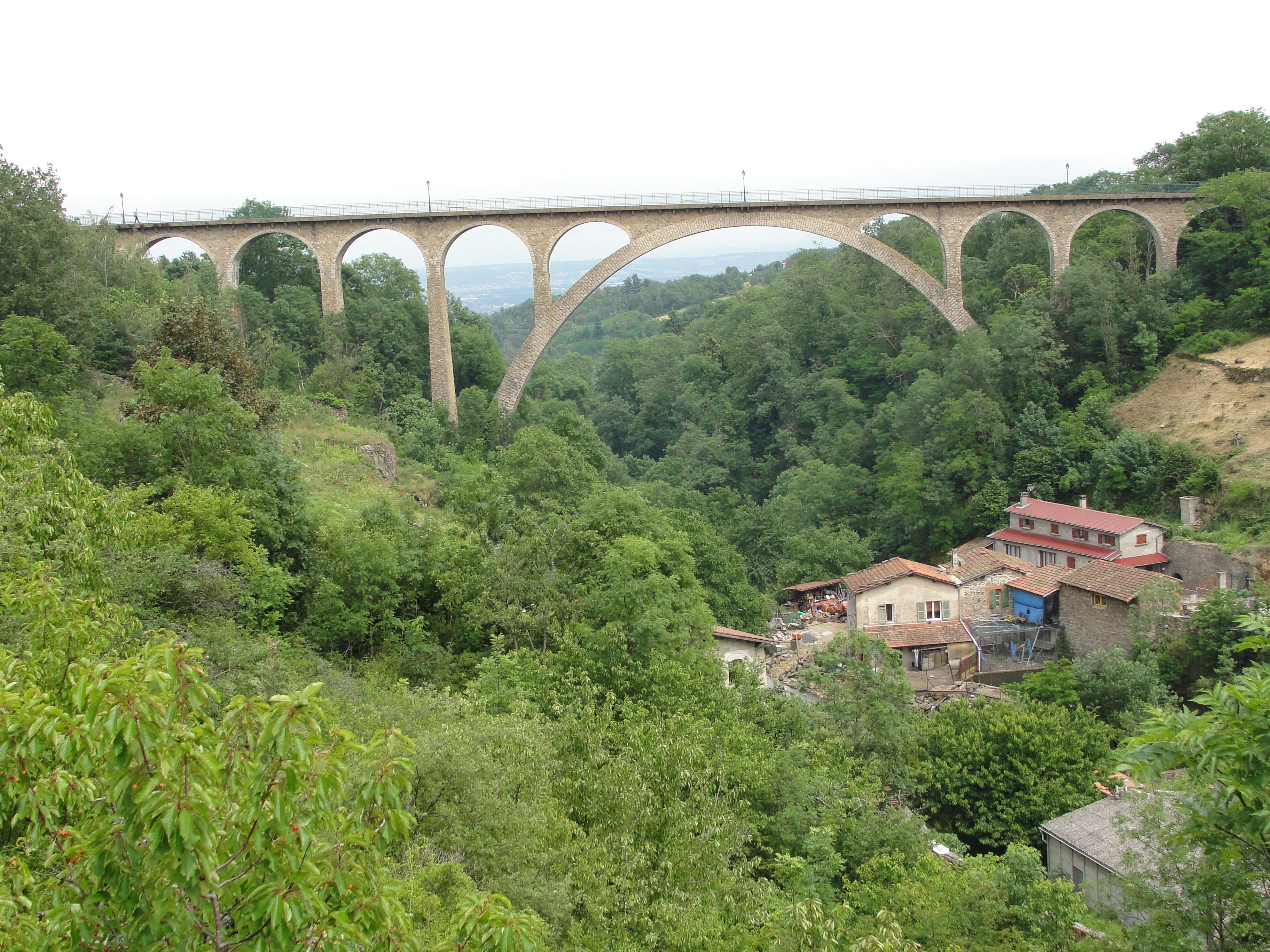
Viaduc de Pélussin

## Persönlichkeiten
- Gaston Baty (1885–1952), Regisseur, Dramatiker und Theaterleiter